# Phyllonorycter durangensis
Phyllonorycter durangensis là một loài bướm đêm thuộc họ Gracillariidae. Nó được tìm thấy ở México.
Ấu trùng ăn Alnus species. Chúng ăn lá nơi chúng làm tổ.